# Дмитриј Филозофов
Дмитриј Владимирович Филозофов (рус. Дми́трий Влади́мирович Филосо́фов; Санкт Петербург, 7. април 1872 – Отвоцк, 4. август 1940) био је руски писац, есејиста, књижевни критичар, верски мислилац, уредник новина и политички активиста.
Најпознатији је по улози у утицајном уметничком кругу Мир искуства раних 1900-их и део квазирелигијског Тројебратства, заједно са двојицом његових најближих пријатеља и духовних савезника, Дмитријем Мережковским и Зинаидом Гипијус.
После бољшевичке револуције емигрирао је у Пољску.

## Биографија
Син је феминисткиње и филантропке Ане Филозофове и Владимира Дмитријевича Филозофова, моћног функционера у Министарству рата и одбране, Дмитриј Филозофов школовао се прво у приватној школи Карл Мај (где је први пут упознао Александра Беноа и Константина Сомова), затим у Универзитет у Санкт Петербургу, студира право. После неколико година проведених у иностранству, почео је да ради као новинар, пишући за Северни Вестник и Образование. Са настанком часописа Мир Искуства, Филозофов је постао уредник - прво књижевне, а затим и књижевнокритичке рубрике. У то време почело је његово блиско пријатељство са Дмитријем Мерешковским и Зинаидом Гипијус; убрзо им се придружио и формирао „Тројебратство“, квази-религијску групу коју су неки видели као домаћу секту, тврдећи да има за циљ да обнови хришћанске вредности на новим, модернистичким линијама.
Заједно са Мережковским био је један од покретача и практичних организатора – прво верско-филозофског друштва, затим часописа Нови пут, који је уређивао 1904. године, последње године постојања часописа. Период 1906-1908 провео је са Мерешковским у Паризу; када се вратио у Русију, наставио је да пише, доприносећи, између осталог, магазинима Слово и Руска мисао.
Имао је негативан став према новоуспостављеној бољшевичкој Русији и у децембру 1919. је побегао из земље. Филозофов је одлучио да остане у Варшави да би почео да ради на реформисању Беле армије на територији Пољске. Био је координатор Руског политичког комитета, један од лидера Народног савеза за одбрану отаџбине и слободе и саветник Јозефа Пилсудског. Одлучујући да остане у Пољској, али повремено посећујући Париз, Филозофов је уређивао бројне руске имигрантске новине, укључујући Свобода (Слобода, 1920–1921), За Свободу (1921–1932), Молва (1932–1934), ко-уређивао је варшавски часопис Myech (Мач, 1934–1939).
Дмитриј Филозофов је преминуо у Отвоцку код Варшаве 4. августа 1940. године и сахрањен је на православном гробљу у Варшави.